# Anders Danielsson (ämbetsman)
Sven Anders Herman Danielsson, född 27 december 1953 i Hököpinge i Skåne, är en svensk jurist och ämbetsman.
Danielsson var 2007–2012 generaldirektör för Säkerhetspolisen (Säpo) och 2012–2016 generaldirektör för svenska Migrationsverket. Han tillträdde den 1 december 2016 tjänsten som generalsekreterare på Svenska Röda Korset, men utsågs mindre än ett år senare till landshövding i Västra Götalands län med förordnande från 18 september 2017 till 30 november 2020. Danielsson fick därefter förlängt förordnande av regeringen till 30 november 2021.

## Biografi
Anders Danielsson avlade juristexamen (LL.M.) 1980, då 27 år gammal. Han tingsmeriterades därefter vid Uppsala tingsrätt och Malmö tingsrätt. Förutom utbildningen till polischef under åren 1982–1984 har Danielsson även en utbildning som reservofficer.
Han arbetade som polisintendent vid Säkerhetspolisen (Säpo) 1990–1991 och vid Rikskriminalpolisen 1992–1997 (här fick han också några månaders utbildning 1993 vid FBI National Academy i Virginia, USA), där han bland annat var chef för kriminalunderrättelsetjänsten. Åren 1998–1999 var han chef för polisbyrån vid Rikspolisstyrelsen och 1999–2002 innehade han samma titel för Rikspolisstyrelsens utvecklings- och strategienhet. Åren 2002–2007 arbetade han som länspolismästare vid polismyndigheten i Skåne län.
Sedan början av 1990-talet har Anders Danielsson medverkat som expert i ett flertal statliga utredningar, bland annat i Polisrättsutredningen, Polisdatautredningen, Beredningen för rättsväsendets utveckling och Internutredningsutredningen. Danielsson förordnades i december 2006 till att vara särskild utredare i Polisutbildningsutredningen. Han var vidare utredare i frågan om en ny myndighet för psykologiskt försvar, vars resultat överlämnades till regeringen i maj 2020.

## Utmärkelser
- H. M. Konungens medalj i guld av 12:e storleken i Serafimerordens band (Kon:sGM12mserafb) ”för framstående insatser inom svensk statsförvaltning”, 2020[7]